# База даних ієрархічна

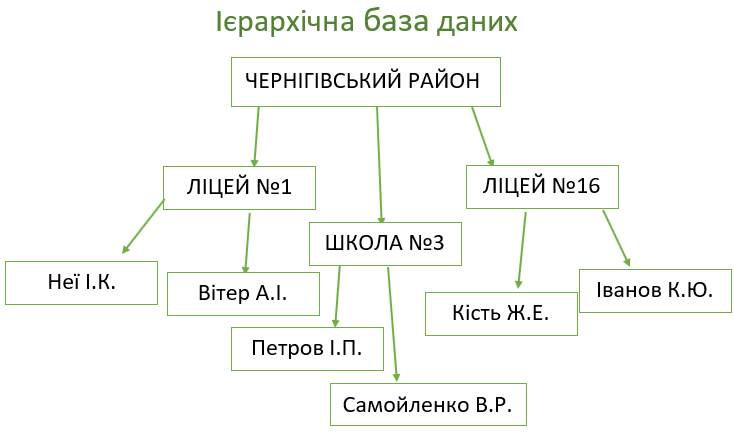
Зображення конструкції ієрархічної бази даних у вигляді дерева

Ієрархічна база даних являє собою конструкцію, яка використовує відношення один до багатьох для елементів даних. Ієрархічна база даних представлена у вигляді дерева, яке складається з об'єктів різних рівнів. Верхній рівень займає об'єкт, першого рівня, другий - об'єкти другого рівня і т.д.

## Зв'язки між об'єктами
Між об'єктами існують зв'язки, кожен об'єкт може включати в себе декілька об'єктів нижчого рівня. Такі об'єкти перебувають у відношенні від предка (об'єкт більш близький до кореня) до нащадків (об'єкт більш низького рівня), при цьому можлива ситуація, коли об'єкт-предок не має нащадків або має їх декілька, тоді як в об'єкта-нащадка обов'язково тільки один предок. 